# 超粒方
超粒方，本名邱奕淳，臺灣百萬訂閱YouTuber，國立交通大學（今國立陽明交通大學）外文系肄業。超粒方的id名取自其喜歡電影導演克里斯多福·諾蘭的《星際效應》其中一幕四維空間立方體。
超粒方於2015年經營YouTube頻道，頻道內容包含預告分析及電影點評等。他於就讀大四時休學，發展影評製作的事業，並在2017年3月創立電影娛樂頻道「加點吉拿棒」（2019年底解散），其歷代成員包含半瓶醋、太郎、部長、飽妮和XXY，每周邀請不同來賓的談話性節目。其最著名的影片包含漫威電影宇宙邁向無限之戰系列與終局之戰，還有諸多電影評論和彩蛋分析。在2019年成立桌遊類型頻道「粒方不插電」。

## 事件
2020年7月15日，超粒方在個人頻道上傳《屍速列車：感染半島》的影評介紹，但影片隨即無法觀看，過了五個小時後確定遭到YouTube以版權封鎖為由移除影片，其中版權是被片商封鎖。超粒方則表示YouTube上仍有其他使用電影預告畫面的影評介紹，因此質疑是因為他給予電影負評，影片才遭到下架。7月17日，超粒方重新上傳以桌遊畫面為背景的影評介紹。7月23日，《屍速列車：感染半島》在臺發行商車庫娛樂發聲明表示，該支影片是由電影的製作方、南韓電影製作公司Next Entertainment World宣告版權侵害而請求下架；另表示經車庫娛樂搜尋，YouTube上依然有非常多影評影片，其中正面影評和負面影評都有，目前也未聽到有其他影評影片被下架，相信應該不是因為評論內容本身所致。

## 個人及家庭生活
超粒方的父親是公視節目製作人邱顯忠；弟弟是YouTuber亞次圓Ylias，頻道主要評論動漫。2020年3月11日，与同為YouTuber的女友旅行YJ公開戀情。2021年10月21日，宣布分手。

## 外部連結
YouTube上的超粒方頻道 （页面存档备份，存于）